# 巴达尔普尔
巴达尔普尔（Badarpur），是印度阿萨姆邦Karimganj县的一个城镇。总人口11291（2001年）。

## 人口
该地2001年总人口11291人，其中男性5876人，女性5415人；0—6岁人口1111人，其中男593人，女518人；识字率84.17%，其中男性为86.96%，女性为81.14%。